# Rue Gabriel-Péri (Colombes)
Pour les articles homonymes, voir Rue Gabriel-Péri.
La rue Gabriel-Péri est une voie de communication de Colombes. Bien que relativement étroite mais s'étendant sur près de deux kilomètres, c'est une des artères les plus anciennes de la ville.

## Situation et accès

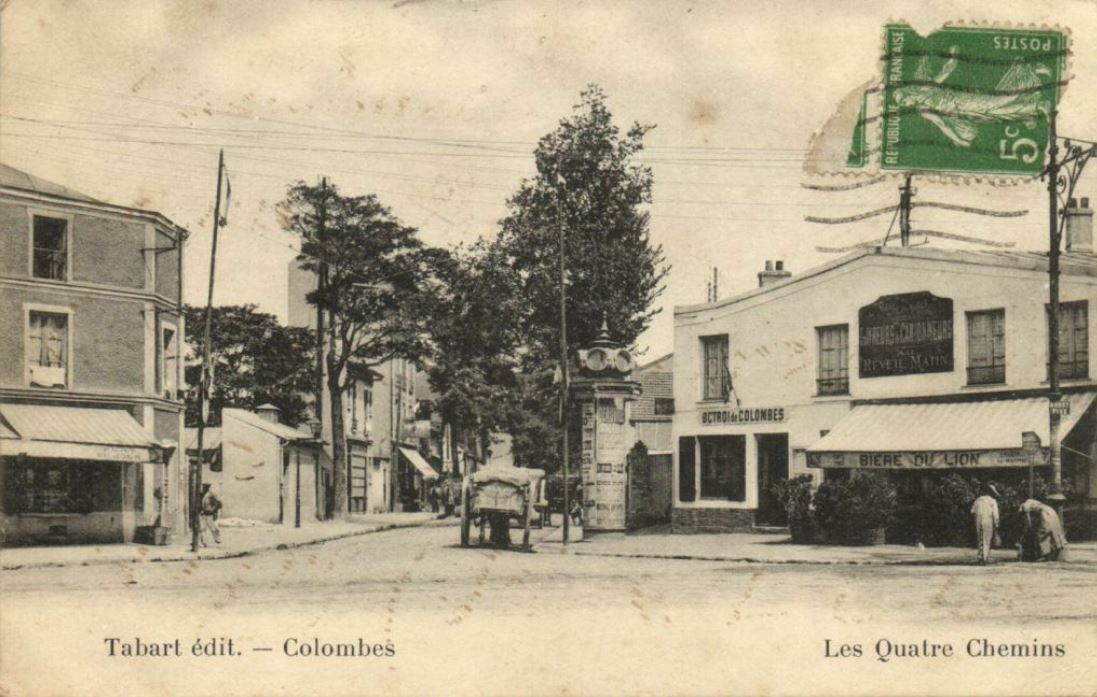
Carrefour des Quatre-Chemins.

Cette rue suit le tracé de la route nationale 186.

Elle commence, côté ouest, dans le quartier du Petit-Nanterre près du centre d'accueil et de soins hospitaliers de Nanterre dont fait partie l'hôpital Max-Fourestier.
Elle croise ensuite la route nationale 192, localement appelée boulevard Charles-de-Gaulle, au « carrefour des Quatre-Chemins », aujourd'hui appelé « place Louis-Aragon ».
Elle passe ensuite la rue Colbert, le carrefour du boulevard Edgar-Quinet, et se termine au croisement avec la route départementale 106, au croisement de l'avenue Henri-Barbusse et de la rue de Verdun.

## Origine du nom
Elle porte le nom du journaliste Gabriel Péri (1902-1941), arrêté comme résistant et fusillé comme otage.

## Historique

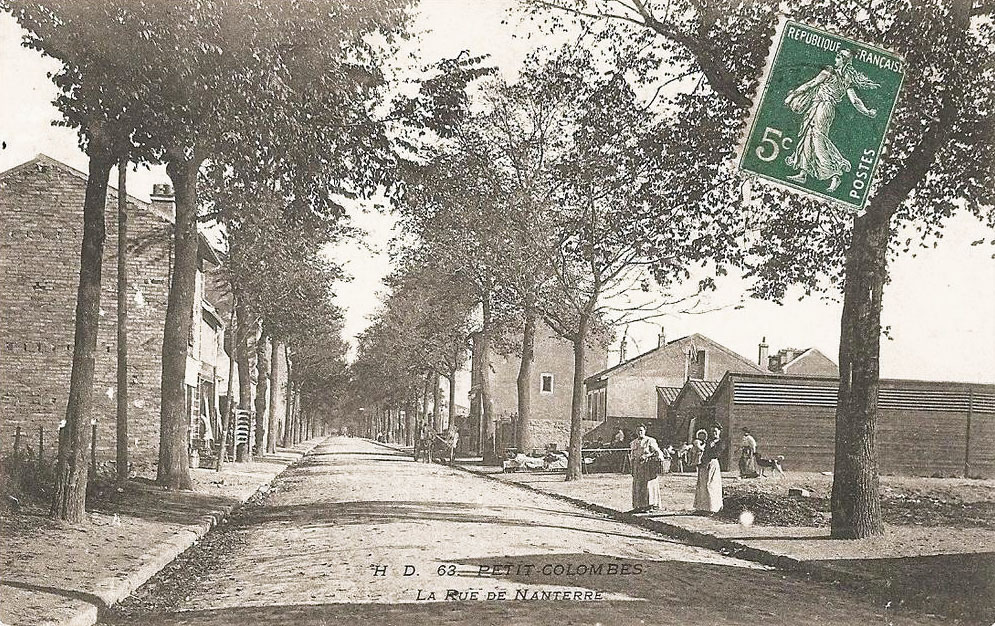
La rue de Nanterre vers 1900.

Cette rue de plus de deux kilomètres de long a porté divers noms sur ses différentes parties, au fil de l'Histoire. 
Près du centre ville de Colombes, elle s'est appelée avant 1818 « rue Chevache » et « rue Trousse-Vache ». 
Elle a ensuite pris le nom de « rue de Nanterre »  jusqu'en 1944 car elle conduit à Nanterre. 
Le nom « rue de Saint-Germain » s'applique à sa partie ouest, tandis que « rue du Marché » fait référence au marché se trouvant au bout de la rue Voltaire.
A la jonction de la rue Gabriel-Péri et de la rue de Bezons, actuelle rue Salvador-Allende, s’élevait un calvaire appelé Porte de la Croix, du nom d'une des huit portes ouvertes dans l'enceinte qui protégeait le village de Colombes,.
Cette rue comporte aujourd'hui peu d'anciens édifices car la commune fut dévastée lors du siège de Paris en 1870 et 1871, lorsque l’armée prussienne prit position dans les villes limitrophes de Paris après les avoir bombardées.

## Bâtiments remarquables et lieux de mémoire

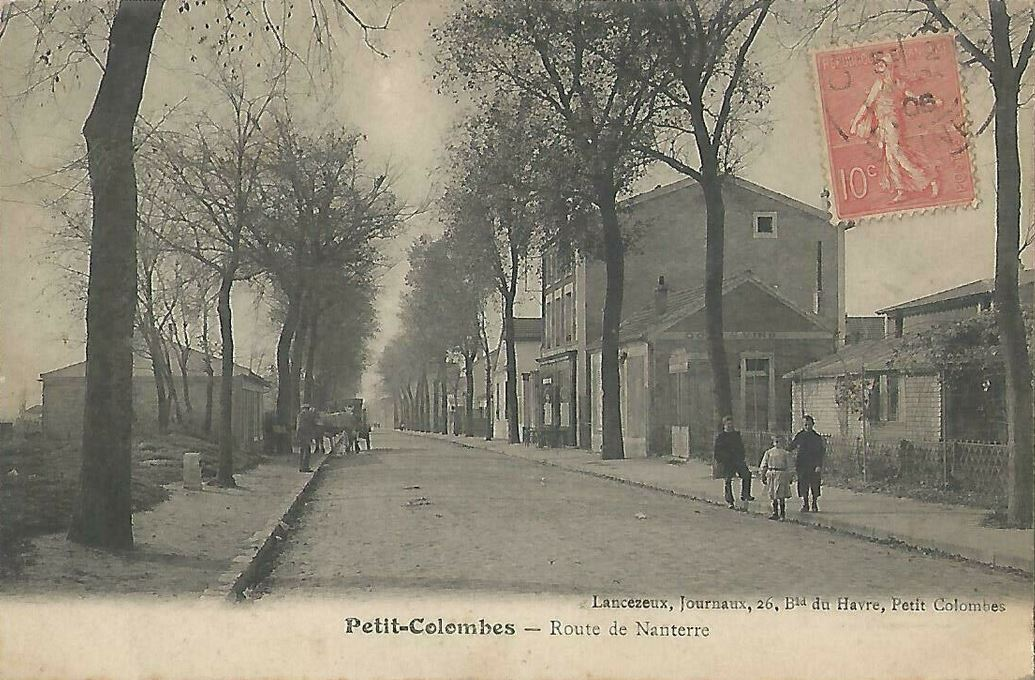
La route de Nanterre.
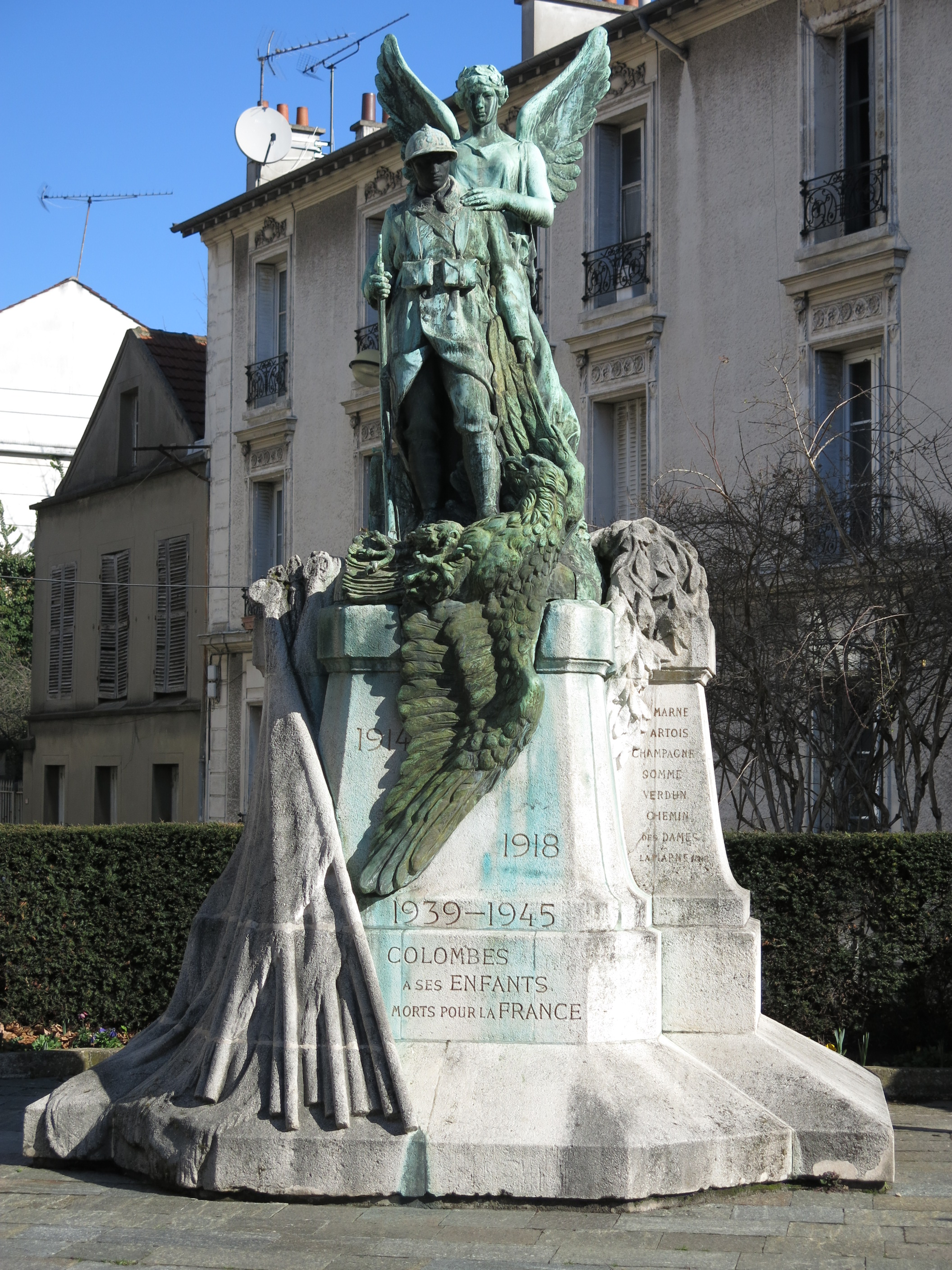
Le monument aux morts.
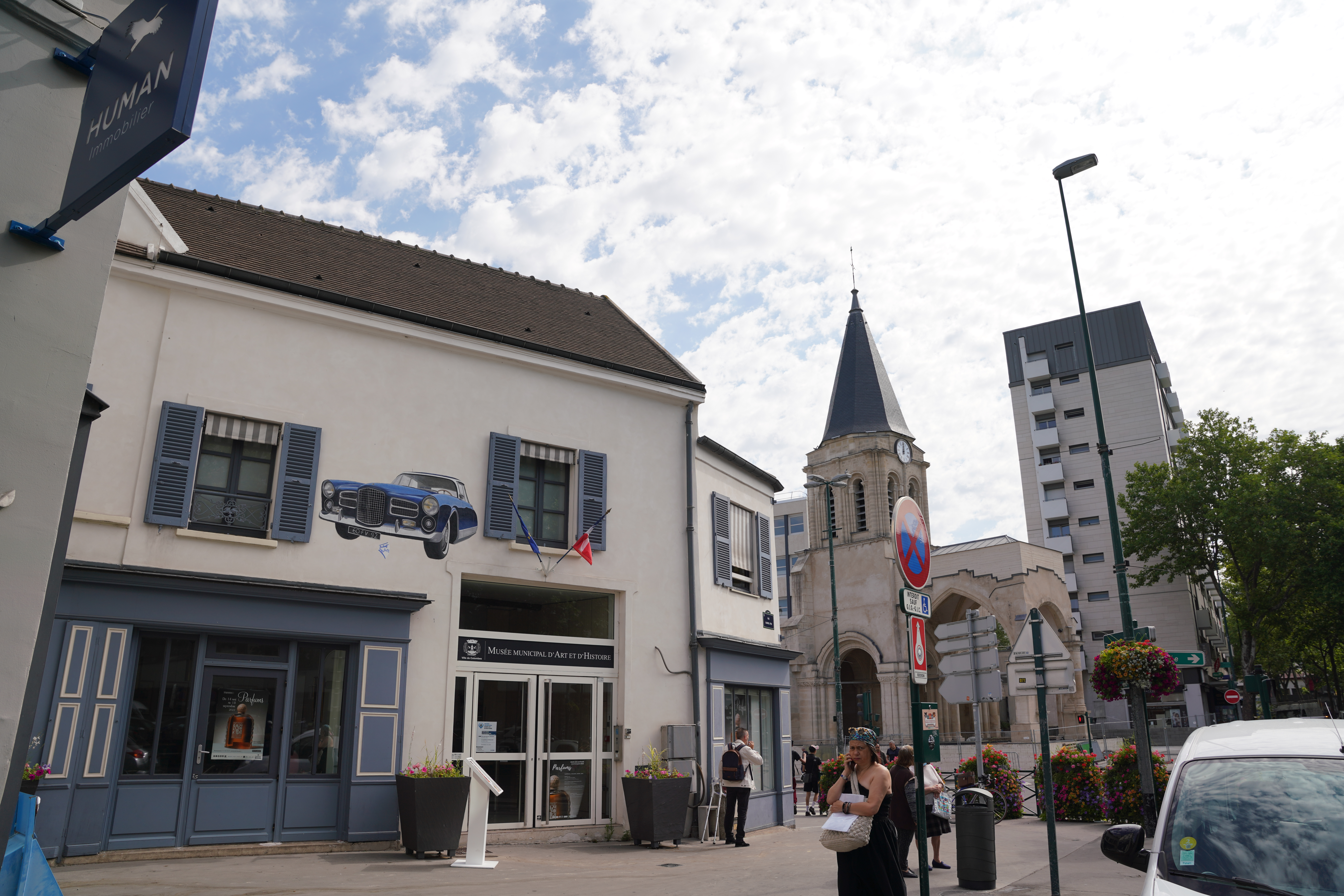
Le musée et l'ancienne église.

- Église du Sacré-Cœur de Colombes.
- Cimetière communal Gabriel Péri [6],[7].
- Tribunal d'Instance de Colombes[8].
- Église Saint-Pierre-Saint-Paul de Colombes.
- Musée municipal d'Art et d'Histoire[9],[10].
- Monument aux morts de la première guerre mondiale.